# Textielarbeiderscentrale van België
De Textielarbeiderscentrale van België (TACB, Frans: Centrale des Ouvriers Textiles de Belgique), van 1898 tot 1908 Landelijke Textielarbeidersbond van België, was een vakcentrale van het Belgisch Vakverbond en diens opvolger het ABVV.

## Geschiedenis
De organisatie vond zijn oorsprong in onder andere de Broederlijke Maatschappij der Wevers (BMW). 
In 1898 werd de Landelijke Textielarbeidersbond van België opgericht, die vanaf haar oprichting deel uitmaakte van de Syndikale Kommissie van de Belgische Werkliedenpartij (BWP). De aansluiting van de autonome (eerder anarchistisch georiënteerde) Vervierse textielfederatie in 1907 bij de tot dan quasi uitsluitend Vlaamse textielarbeidersbond leidde tot een keerpunt binnen de organisatie met de naamsverandering in 1908 tot Textielarbeiderscentrale van België tot gevolg. De Vlaamse federatie concentreerde zich voornamelijk rond de vlas- en katoenfabrieken van Gent en de omliggende Vlaamse provinciesteden, terwijl de Vervierse federatie actief was in de wolbewerking in eerder kleine fabrieken. 
Na de Eerste Wereldoorlog gingen beide federaties opnieuw hun eigen weg en het zou duren tot 1935, onder impuls van Alfons Segier, dat de Vervierse federatie zich opnieuw aansloot bij de landelijke bond. Vanaf 1946 sloot het Eenheidssyndicaat van Textielarbeiders zich aan en in februari 1947 het Eenheidssyndicaat der kleding. Deze laatsten scheurden zich echter op 10 oktober 1947 opnieuw af nadat er binnen het ABVV een tuchtprocedure was opgestart tegen Jozef Robbrechts, secretaris van het Eenheidssyndicaat te Aalst.
In 1994 fuseerde de TACB met de Centrale der Kleding en Aanverwante Vakken van België (CKB) en de Algemene Diamantbewerkersbond van België (ADB) en werd het ABVV Textiel, Kleding en Diamant (TKD) opgericht.

## Structuur
| Periode     | Voorzitter          |
| ----------- | ------------------- |
| 1954 - 1963 | Alfons Baeyens      |
| 1963 - 1976 | Marcel Lefèvre      |
| ...         |                     |
| 1980 - 1982 | Jan Monserez        |
| ...         |                     |
| 1988 - 1994 | Donald Wittevrongel |

| Periode     | Algemeen secretaris |
| ----------- | ------------------- |
| 1932 - 1951 | Alfons Segier       |
| 1951 - 1954 | Alfons Baeyens      |

## Bekende (ex-)leden
- Alfons Baeyens
- Nathalis De Bock[3]
- Adolphe Demets
- Alexandre Duchesne

- Arthur Haustraete[4]
- Marcel Lefèvre[5]
- Jan Monserez
- Jean Roggeman

- Alfons Segier[6]
- Arthur Sercu
- Julien Versieren
- Donald Wittevrongel